# Austrolimnophila obliquata
Austrolimnophila obliquata là một loài ruồi trong họ Limoniidae. Chúng phân bố ở miền Australasia.